# Sapindus tomentosus
Sapindus tomentosus är en kinesträdsväxtart som beskrevs av Wilhelm Sulpiz Kurz. Sapindus tomentosus ingår i släktet Sapindus och familjen kinesträdsväxter. Inga underarter finns listade i Catalogue of Life.